# 日本きのこマイスター協会
日本きのこマイスター協会（にほんきのこマイスターきょうかい）はきのこ関連産業の振興と国民の健康的な食生活に寄与することを目的とする一般社団法人である。

## 概要
2010年6月2日に設立、所在地は長野県中野市。2022年、東京農業大学・中野市農業協同組合（JA中野市）との間で包括連携協定を締結した。
「きのこマイスター」という個人のきのこの知識や教養を認める認定制度を実施しており、日本の俳優・タレントである杉浦太陽、バーチャルYouTuberで協会公認キャラクターの奇ノ駒たんごなどが認定されている。

## 事業内容
公式ウェブサイトによる。
1. きのこマイスター認定事業
2. きのこマイスターの活動支援事業
3. きのこの需要消費拡大に関する事業
4. きのこ料理の普及と食育事業
5. きのこに関する情報発信事業
6. 健康産業との連携事業
7. その他目的を達成するために必要な事業